# Amleto Sartori
Pour les articles homonymes, voir Amleto et Sartori.
Amleto Sartori, né le 3 novembre 1915 à Padoue et décédé le 18 février 1962 dans la même ville, est un sculpteur italien célèbre pour ses études et réalisations de masques de théâtre.